# Hamuliakovo
Hamuliakovo es un municipio del distrito de Senec en la región de Bratislava, Eslovaquia, con una población estimada a final del año 2024 de 3036 habitantes.
Se encuentra ubicado al sureste de la región, en el valle del río Morava y cerca de la frontera con la región de región de Trnava y con Austria.

## Demografía
| Año        | 1994 | 2004     | 2014     | 2024     |
| ---------- | ---- | -------- | -------- | -------- |
| Población  | 778  | 1108     | 1674     | 3036     |
| Diferencia |      | +42,41 % | +51,08 % | +81,36 % |

| Año        | 2023 | 2024    |
| ---------- | ---- | ------- |
| Población  | 2927 | 3036    |
| Diferencia |      | +3,72 % |